# ريوتا موراتا
ريوتا موراتا (باليابانية: 村田諒太) مواليد 12 يناير 1986 في نارا، اليابان، هو ملاكم ياباني يصنف ضمن فئة وزن فوق المتوسط بدأ مسيرته الاحترافية سنة 2013 حيث انتصر في نزاله الأول. شارك في دورة الألعاب الأولمبية الصيفية سنة 2012 وحقق الميدالية الذهبية فيها.

## المسيرة الاحترافية
من نزالاته:
- انتصر على خيسوس أنخل نيريو بالضربة القاضية (22-05-2014).

## إحصائيات
خاض خلال مسيرته 16 نزالا، فاز في 14 ولم يتعادل ولم يخسر. فاز بالضربة القاضية في 11 نزالات.

## الميداليات
| الميدالية | المسابقة                       |
| --------- | ------------------------------ |
| ذهبية     | الألعاب الأولمبية الصيفية 2012 |

## روابط خارجية
- ريوتا موراتا على موقع بوكس ريك (الإنجليزية) (registration required)
- ريوتا موراتا على موقع اللجنة الأولمبية الدولية (الإنجليزية)
- ريوتا موراتا على موقع أوليمبيديا (الإنجليزية)